# Třída Reina Regente
Třída Reina Regente byla lodní třída chráněných křižníků španělského námořnictva. Celkem byly postaveny tři jednotky této třídy. Španělské námořnictvo je provozovalo v letech 1888–1911. Křižník Reina Regente roku 1895 ztroskotal. Jeho sesterské křižníky byly vyřazeny.

## Stavba
Celkem byly postaveny tři jednotky této třídy. Jejich stavba trvala plných třináct let. Prototypový křižník postavila v letech 1886–1888 britská loděnice Thompson v Clydebanku. Dva sesterské křižníky postavily v letech 1886–1899 španělské loděnice Arsenal de Ferrol a Arsenal de Cartagena.
Jednotky třídy Reina Regente:
| Jméno         | Loděnice             | Založení kýlu | Spuštěn            | Vstup do služby | Osud                                                          |
| ------------- | -------------------- | ------------- | ------------------ | --------------- | ------------------------------------------------------------- |
| Reina Regente | Thompson             | červen 1886   | 24. února 1887     | 1. ledna 1888   | Dne 9. března 1895 ztroskotal při plavbě z Cádizu do Tangeru. |
| Alfonso XIII  | Arsenal de Ferrol    | 1891          | 31. srpna 1891     | 1896            | Vyřazen 1907.                                                 |
| Lepanto       | Arsenal de Cartagena | 1886          | 16. listopadu 1893 | 26. ledna 1899  | Vyřazen 1911.                                                 |

## Konstrukce

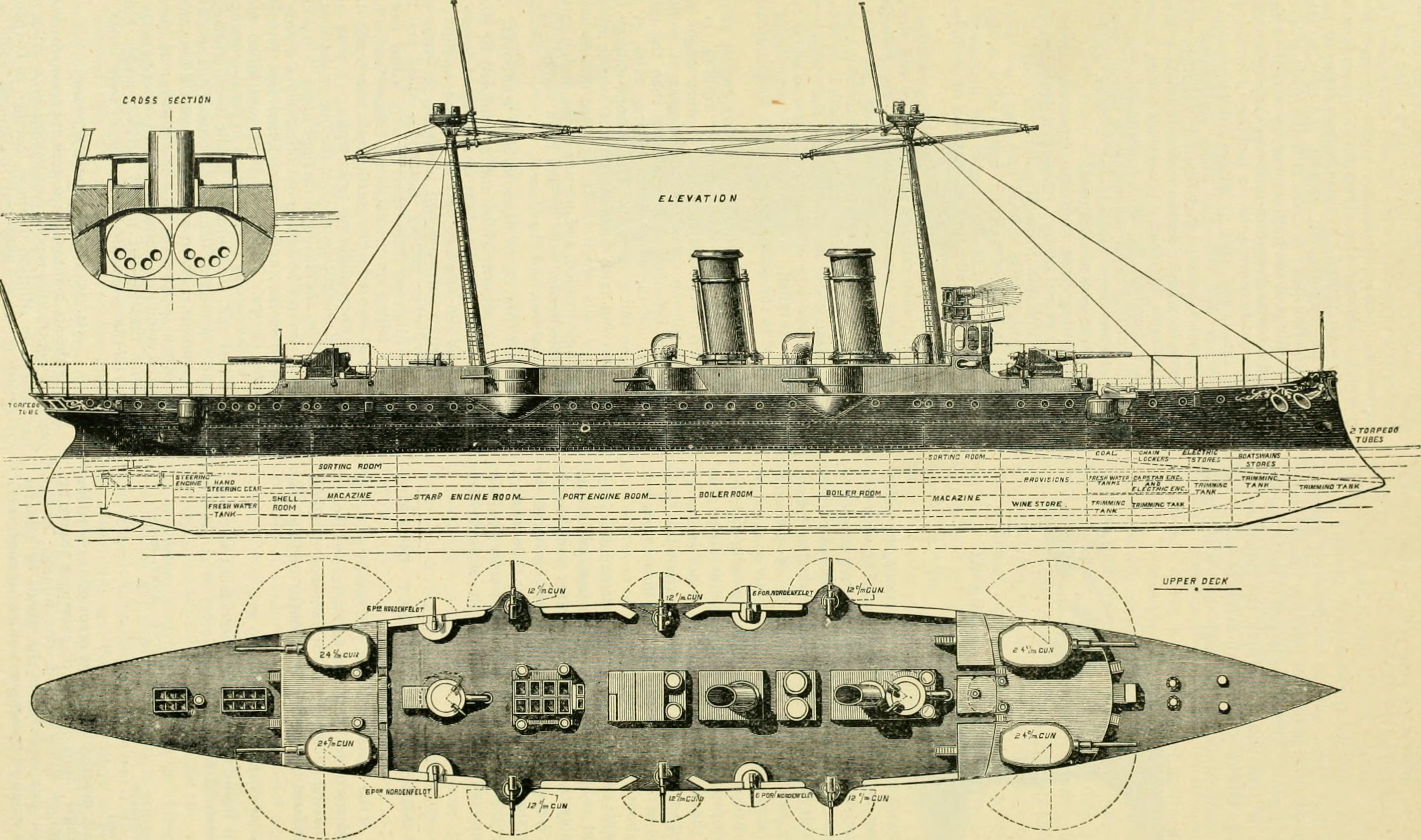
Základní uspořádání třídy

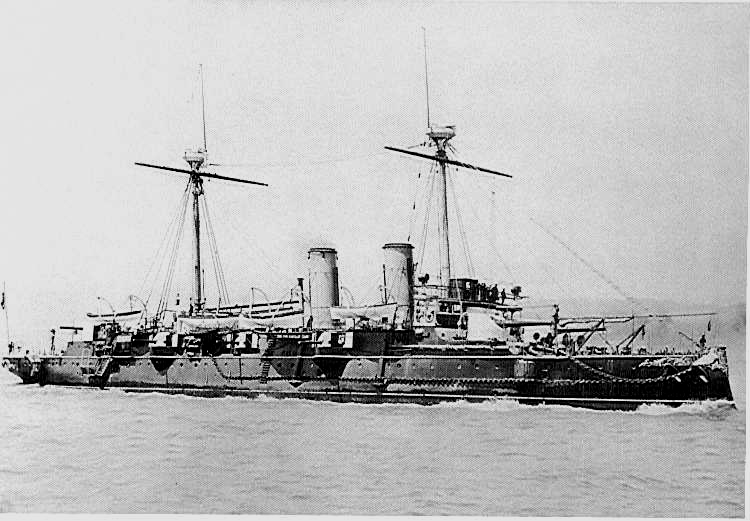
Reina Regente

Křižníky měly dva komíny. Chránila je 25–120mm pancéřová paluba, přičemž 75mm pancéřování měly i štíty děl. Hlavní výzbroj představovaly čtyři 200mm/35 kanóny Hontoria M1883, lafetované po jednom a kryté štíty. Dva stály vedle sebe na přídi a dva na zádi. Doplňovalo je šest 120mm/35 kanónů Hontoria M1883, šest 57mm/42 kanónů Nordenfelt, šest 37mm kanónů Maxim a pět pevných 356mm torpédometů (dva na přídi, po jednom na bocích trupu a jeden na zádi). Pohonný systém tvořily čtyři cylindrické kotle a dva parní stroje o výkonu 11 500 hp, roztáčející dva lodní šrouby. Neseno bylo 1200 tun uhlí. Nejvyšší rychlost dosahovala 20,4 uzlu. Dosah byl 7200 námořních mil při rychlosti 10 uzlů.